# Asinara
Asinara est une île italienne au large de la pointe nord-ouest de la Sardaigne fermant le golfe d'Asinara. Île au relief montagneux d'une superficie de 51 km2, elle est en grande partie constituée d'un parc national, le parc national de l'Asinara, et est connue pour abriter une population d'ânes albinos.

## Géographie
D'une superficie de 51,9 km2, l'île a une  longueur de 17,4 km pour une largeur variant de 290 mètres à Cala di Sgombro jusqu'à 6,4 km dans sa partie nord. Elle présente 110 km de côtes. Son point le plus haut, le punta della Scomunica s'élève à 402 m. L'île est formée de quatre sections montagneuses reliées par une étroite et plate ceinture côtière. La cote occidentale est ventée est abrupte et rocheuse.
Au sud, la petite île Piana la sépare de la péninsule de Stintino au nord-ouest de la Sardaigne. L'ensemble ferme le golfe d'Asinara à l'ouest seulement ouvert par deux passes étroites et peu profondes entre Piana et la péninsule et Piana et Asinara, larges de moins de 600 mètres.

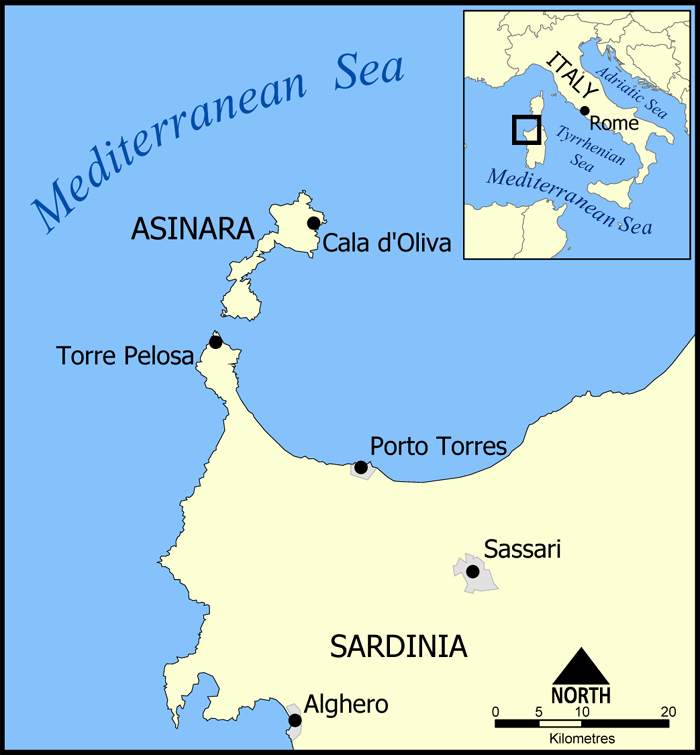
Carte.
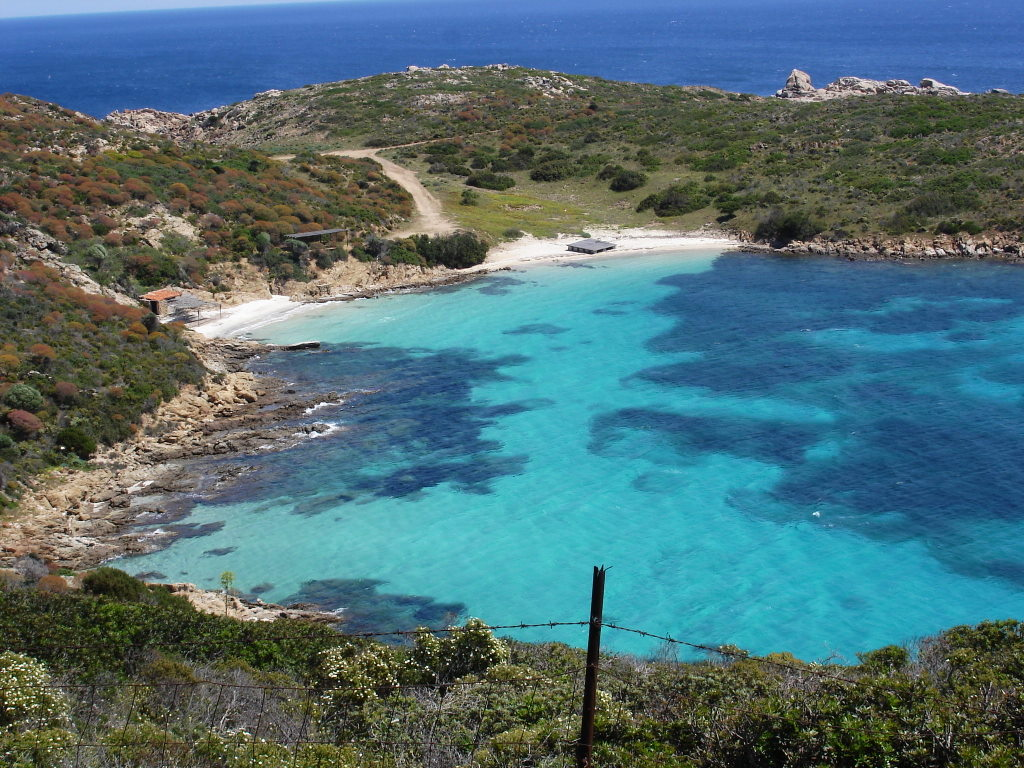
Cala Sabina.
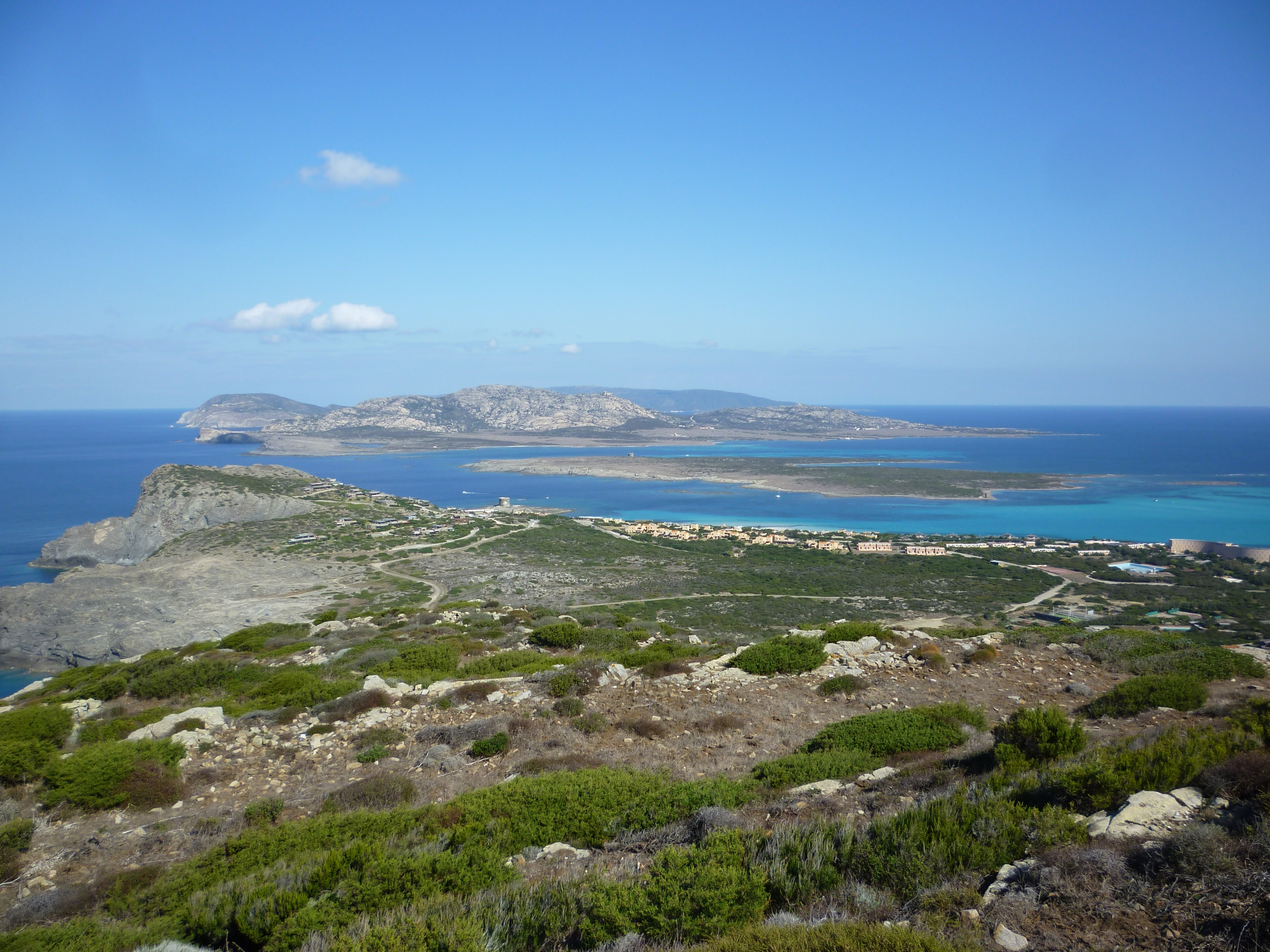
Vue.
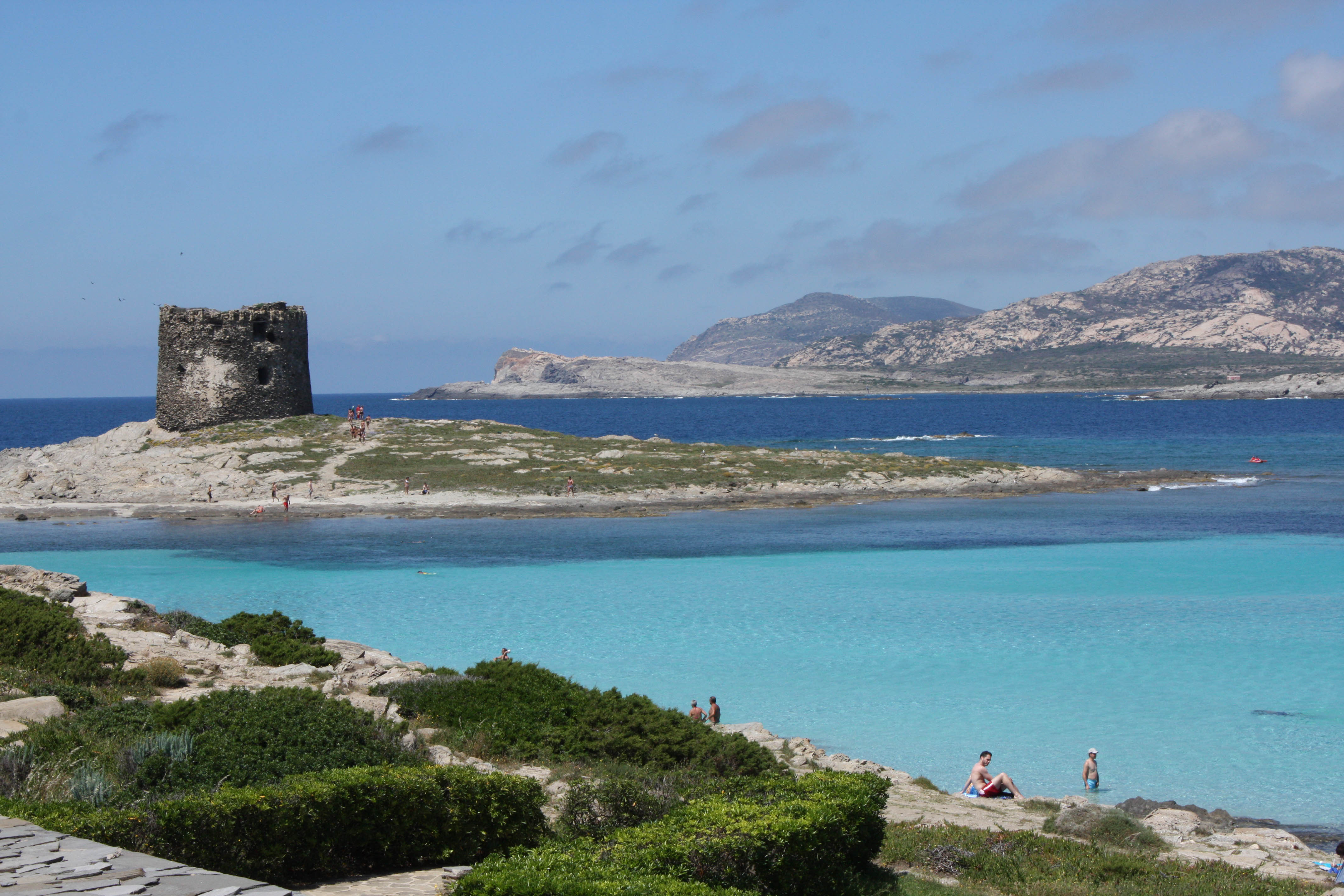
Stintino, tour génoise, et au fond, Asinara.

## Histoire
L'île abrita un camp de prisonniers autrichiens et hongrois durant la Première Guerre mondiale ; 5 000 moururent durant leur emprisonnement.
Elle servit de prison pour la noblesse et certaines personnalités éthiopiennes durant l'occupation italienne de ce pays entre 1936 et 1941, notamment Senedu Gebru, ou encore Emahoy Tsegué-Maryam Guèbrou et sa famille.
Dans les années 1970, la prison fut réaménagée en prison de haute sécurité, qui fut fermé en 1980 sous la pression des Brigades rouges. Elle accueillit aussi des membres de la mafia et des terroristes. Le chef de mafia Totò Riina y fut un temps emprisonné.
Dans les années 1980, l'île d'Asinara a servi de lieu de résidence au juge Giovanni Falcone, chargé des procès contre la mafia : les caractéristiques géographiques de l'île ont fait penser qu'il y était relativement à l'abri des attentats. Toutefois, cela ne remettait pas en question la nécessité d'une protection rapprochée pour le juge.
En 2010, pour protester  contre la fermeture de l'usine Vinyls de Porto Torres, des salariés se sont volontairement reclus sur l'île pour en faire "l'île des chômeurs", par référence à une émission de télévision s'appelant L'Île des célébrités
L'île est entièrement la propriété de l'État italien et est administrativement rattachée à la commune sarde de Porto Torres.
On y trouve le phare de Punta Scorno bâti en 1859.

## Environnement et écologie

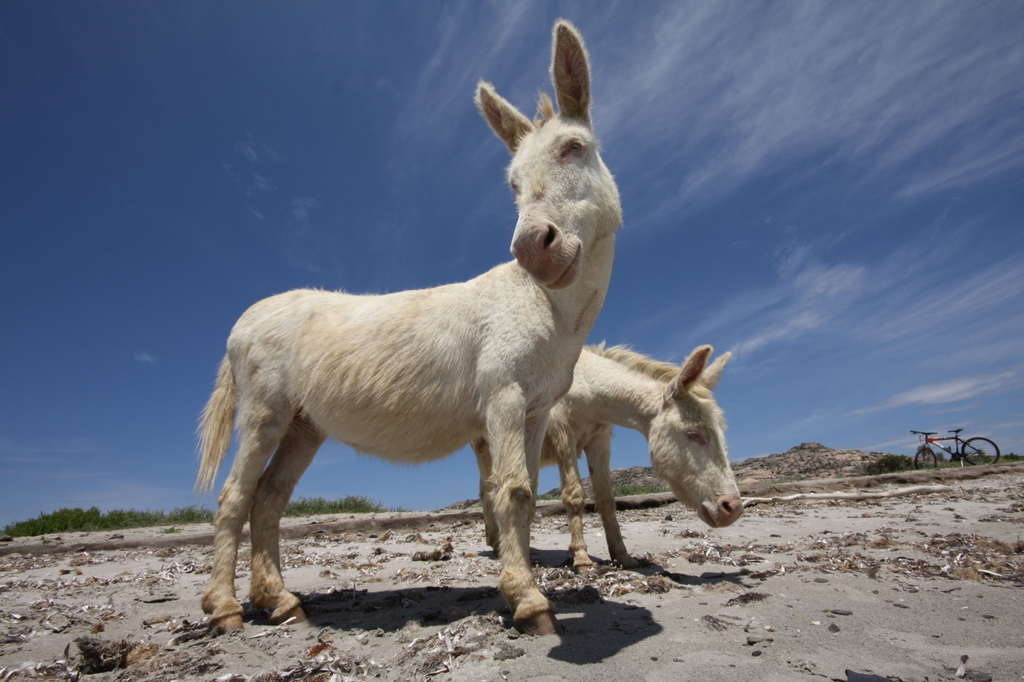
Les ânes albinos de l'île,.

Asinara dispose de l'une des premières aires marines protégées d'Italie. Elle a fait l'objet à la fin du XXe siècle (publication en 2000) d'un zonage de protection à la suite d'une analyse spéciale multicritères faisant état entre autres de la présence de dauphins auprès des côtes. Depuis 1997, une grande partie de l'île a été protégée et classée comme parc national de l'Asinara,.

## Culture
La romancière italienne Francesca Melandri utilise l'île et son histoire carcérale pour son roman Plus haut que la mer, lauréat du prix Stresa l'année de sa parution.